# Simon Gagné
Simon Gagné (Sainte-Foy, 29 febbraio 1980) è un ex hockeista su ghiaccio canadese.

## Biografia
Ha vinto la medaglia d'oro olimpica alle Olimpiadi invernali 2002 svoltesi a Salt Lake City, trionfando con la nazionale canadese nel torneo maschile di hockey su ghiaccio.
Ha partecipato anche alle Olimpiadi invernali 2006 a Torino.
Ha vinto anche la World Cup of Hockey nel 2004.
Nel 2005 ha conquistato la medaglia d'argento al campionato mondiale di hockey su ghiaccio maschile 2005.
Inoltre nel 1999 ha ottenuto la medaglia d'argento al mondiale Under-20.
Per quanto riguarda la carriera a livello di club, ha militato, tra le altre squadre, soprattutto con i Philadelphia Flyers (1999-2010, con l'eccezione della stagione del lockout 2004-2005 durante la quale non giocò, e poi nuovamente nell'ultima parte della stagione 2012-2013), ma anche con i Tampa Bay Lightning (2010-2011), i Los Angeles Kings (2011-2012 e prima parte della stagione successiva) e i Boston Bruins (2014-2015). Con i Los Angeles Kings ha vinto la Stanley Cup nel 2012.
Ha preso parte all'NHL All-Star Game nel 2001 e nel 2007.